# Elterlein
Elterlein – miasto w Niemczech, w kraju związkowym Saksonia, w powiecie Erzgebirgskreis (do 31 lipca 2008 r. w powiecie Annaberg). Miasto należy do wspólnoty administracyjnej Zwönitz, która do 31 grudnia 2012 nosiła nazwę Zwönitz-Hormersdorf. Do 29 lutego 2012 miasto należało do okręgu administracyjnego Chemnitz.

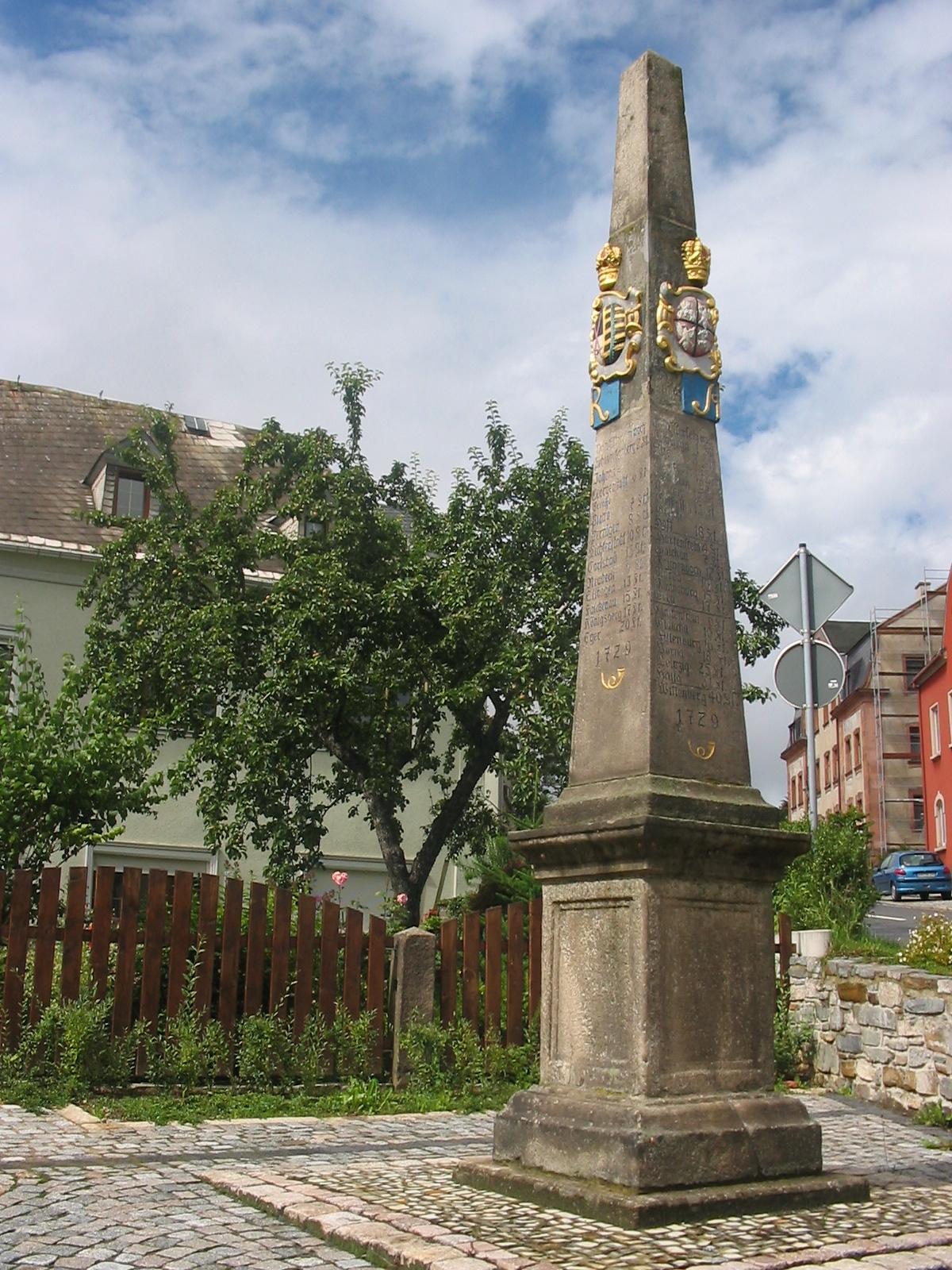
Słup dystansowy poczty polsko-saskiej z 1729 roku

W latach 1697–1706 i 1709–1763 Elterlein wraz z Elektoratem Saksonii było połączone unią z Polską, a w latach 1807–1815 wraz z Królestwem Saksonii unią z Księstwem Warszawskim. Pamiątką po unii jest pocztowy słup dystansowy z herbami Polski i Saksonii, postawiony za panowania króla Augusta II Mocnego.
W mieście na rynku stoi pomnik Barbary Uthmann, jest też ulica jej imienia. Nie jest jednak pewne, czy w 1514 urodziła się tutaj czy w Annaberg-Buchholz.

## Geografia
Elterlein leży w paśmie gór Rudawy, ok. 10 km na zachód od miasta Annaberg-Buchholz.

## Współpraca międzynarodowa
- Belm, Dolna Saksonia
- Remshalden, Badenia-Wirtembergia